# Neohodgsonia mirabilis
Neohodgsonia mirabilis är en bladmossart som först beskrevs av Nathan Petter Herman Persson, och fick sitt nu gällande namn av Nathan Petter Herman Persson. Neohodgsonia mirabilis ingår i släktet Neohodgsonia och familjen Neohodgsoniaceae. Inga underarter finns listade i Catalogue of Life.

## Bildgalleri

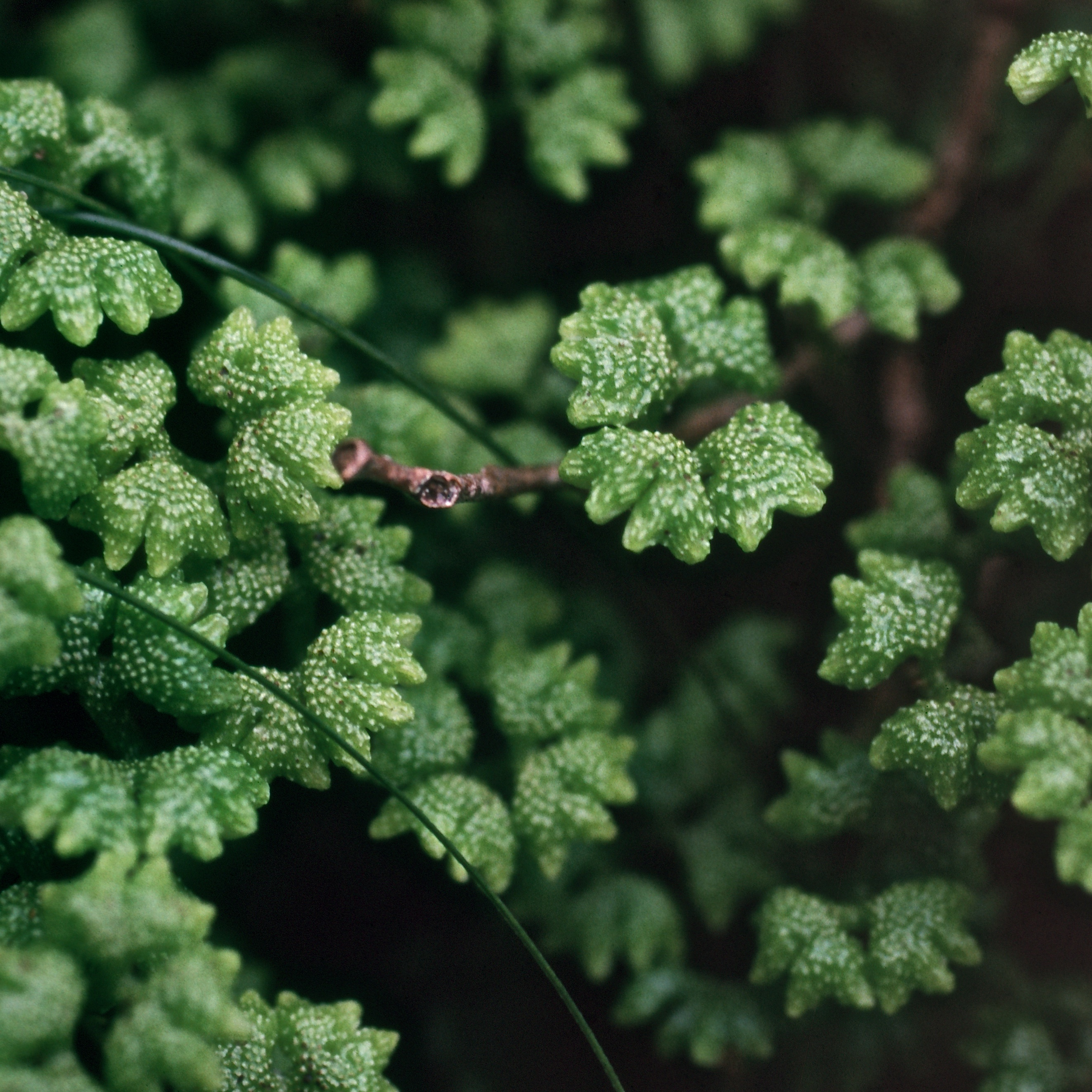